# Rio Mare
Rio Mare è un marchio italiano di conserve alimentari ittiche prodotte dalla Bolton Food S.p.A. di Cermenate, in provincia di Como, divisione alimentari della multinazionale Bolton Group di Milano.

## Storia
La Trinity Alimentari Italia S.p.A., azienda produttrice di carne in scatola a marchio Manzotin, con sede e stabilimento a Cermenate, in provincia di Como, diversificò la sua produzione e nel 1965 fece il suo ingresso nel settore del tonno in scatola con il marchio Rio Mare.
Rio Mare guadagnò fin da subito notorietà, grazie alle sue pubblicità mandate in onda sul programma televisivo Carosello, trasmesso dalla RAI, con lo slogan essere così tenero da tagliarsi con un grissino. Negli anni settanta, il marchio si impose come leader di mercato in Italia nel suo settore, e da allora mantiene tale posizione.
Nel 1978 la produzione a marchio Rio Mare fu per la prima volta esportata all'estero, ed il primo paese fu la Grecia. A partire dagli anni ottanta, la Trinity ampliò la produzione a marchio Rio Mare con le insalate di tonno, del filetto di salmone e dei filetti di sgombro in scatola.
Nel 2003 la Trinity Alimentari diviene Bolton Alimentari S.p.A., che adotta una politica aziendale improntata sulla pesca sostenibile: nel 2009 è tra i fondatori della International Seafood Sustainability Foundation (ISSF), e nel 2011 avvia il progetto Qualità Responsabile. Nel 2016, Bolton stipula con WWF un accordo sull'approvvigionamento responsabile delle risorse ittiche, per migliorare la sostenibilità e la tracciabilità dei prodotti.

## Informazioni e dati
Rio Mare è il principale marchio della Bolton Food S.p.A. (già Bolton Alimentari), divisione alimentari della multinazionale Bolton Group di Milano. Con il marchio, oltre al tonno in scatola, vengono prodotti e commercializzati filetti di tonno, filetti di salmone, filetti di sardine, filetti di sgombro, creme spalmabili a base di tonno e salmone, sughi e condimenti per pasta.
Bolton Food è la prima azienda nel settore delle conserve ittiche in Italia (quota di mercato del 38%) e in Europa, che al 2017 contava 932 dipendenti, 2 stabilimenti produttivi - italiano a Cermenate e francese a Quimper - una capacità produttiva di 3,5 milioni di confezioni al giorno, e realizzava un fatturato di 698,2 milioni di euro. Con il marchio Rio Mare è presente in 43 paesi e la produzione è concentrata nello stabilimento di Cermenate. Nel 1999, Rio Mare possedeva una quota nel mercato del tonno in scatola del 34,6%.
Gli altri due marchi secondari di BF sono Palmera  (presente solo in Italia) e Saupiquet  (presente unicamente in Francia, Belgio e Germania).